# 阿勒泰戰車
阿勒泰主力戰車（土耳其語：Altay）是土耳其的第三代主力戰車，目前處於研製階段，為「國產戰車生產計畫」（Milli Tank Üretimi Projesi，或縮寫為「MİTÜP」）的一部分，它以在土耳其獨立戰爭中指揮第5騎兵軍的土耳其陸軍將領法瑞丁·阿勒泰命名。

## 開發歷史
該計畫最初於2007年3月30日，由土耳其國防工業局和奧托卡公司簽署協議而開始。由總理雷杰普·塔伊普·埃尔多安主導的國防工程部執行委員會給了奧托卡公司價值約5億美金的訂單，要求後者研製出4輛國產主力戰車。位於伊斯坦堡的KOC集團下的子公司—奧托卡，是土耳其主要的一家汽車製造商，自1963年來已生產了軍民兩用高過25000台的各式車輛。之後，根據國防工業執行委員會的決議，新戰車各部交由以下分包商：
- 現代Rotem：總體技術支援
- 阿瑟爾桑國防工業：火控系統、通信指揮管制系統
- MKEK（英语：Mechanical and Chemical Industry Corporation）：120公釐55倍徑主要武裝
- 罗克珊国防工业：裝甲[10]

## 發展
為了改善現有土耳其國防工業的技術能力，以及增加國內企業對國防的比重，國防工業局決定要以這次的「國產戰車」來團結國內軍工企業，並為土耳其軍提供一款額外的新式主力戰車戰力。三家本國的子分包商公司被選上，軍事電子公司阿塞山將要負責生產與完善其沃爾坎三式（Volkan-III）火控系統、指揮、訊息管制以及通信系統。國有公司MKEK則議定要生產萊茵金屬的120公釐滑膛砲；另一家國有公司—洛克斯坦亦負責設計其國產裝甲。
一旦原型車生產與測試完成，土耳其國防工業局將會下發第一批250輛的個別訂單，共將會有4份訂單，總數為1000輛新戰車，每次交貨時也預計會有額外的升級。

## 生產
該戰車預計將有120公釐55倍徑滑膛砲，並有對應生物、化學與輻射性攻擊之防護系統；歸功於其1800匹馬力的引擎（頭兩批訂單的車輛將是1500匹馬力），該戰車預計將有時速70公里的極速，並在4.1公尺深的水下可以遂行其作戰任務。該戰車得利於本國自主開發之系統以及與韓國簽署協議所獲得的K2黑豹戰車的裝甲技術。引擎的選擇候補則為德國MTU腓特烈港公司的產品以及韓國目前研發中的新式引擎。前兩批訂單將搭載1500匹馬力的MTU引擎，後兩批則將是國產1800匹馬力出力的引擎。
2008年6月16日，土耳其國防工業局以及工業界人士商討國產1800匹馬力引擎之可能性，除了使用於新式主力戰車外，還要用於土耳其的裝甲運兵車上。第一張3D阿勒泰圖像於2010年4月7日由國防工業局發布的新聞稿中對外公佈。阿勒泰戰車亦與擁有結實基礎技術的K2戰車共同的底盤，和土耳其重新設計過的砲塔、阿塞山的沃爾坎三式火控系統。車輪增加到7對，並有著更長的車體、更厚的裝甲以及更強的戰地生存能力。據報導，哥倫比亞的軍事使節團也為獲得該戰車更多之訊息而出席其新聞發表會。

## 第一批樣車
2009年4月29日，土耳其國防工業局領導人穆拉德·巴亞（Murad Bayar）在第九屆阿布扎比的IDEX國際國防工業展中，證實了土耳其這款戰車將只使用本國資源來生產，他補充道，由就工作起於上週，並預計將在三年內製造出專為土耳其軍設計的戰車模型。
截至2010年9月，經由國防工業局批准的戰車子系統以及軟體，阿勒泰戰車的概念設計階段已經完成。因此，到目前為止為時30.5個月設計計畫提早完成，讓此案可進入至詳細階段，包括設計細節、整合、選擇戰車系統以及連接。
2010年10月15日，奧托卡公司與MTU以及蘭克公司簽訂大批戰車引擎的合約；同年12月15日，國防工業執行委員會決議開發本國生產的引擎；2011年5月11日，阿勒泰戰車模型於「2011年IDEF展」上公佈。

## 資料來源
1. 1 2 3  . Military Factory.   [8 April 2014]. （原始内容存档于2014-04-08）.
2. ↑  . 11 January 2016  [20 April 2016]. （原始内容存档于2016-05-17）.
3. ↑  . Sabah.com.tr.   [2015-02-28]. （原始内容存档于2014-05-25）.
4. 1 2  . Army Technology. 2011-06-15  [2015-02-28]. （原始内容存档于2012-09-19）.
5. 1 2 3  . Army Guide.   [8 April 2014].[永久]
6. ↑  Otokar Altay MBT (Turkey) （页面存档备份，存于）, Jane's Armour and Artillery, 17 Mart 2010
7. ↑  （土耳其文） Tolga Anıker, "Milli tank 'altay' için yola çıkıldı" （页面存档备份，存于）, Radikal, July 30, 2008.
8. ↑  （土耳其文） Iste ilk Türk tankı Altay'ın özellikleri （页面存档备份，存于） by Bülent Aydemir, 28 July 2008
9. ↑  .   [2011-09-01]. （原始内容存档于2011-09-06）.
10. 1 2  . Todayszaman.com.   [17 April 2010]. （原始内容存档于2009-05-06）.
11. ↑  Turkish MBT Project, TurkishPress （页面存档备份，存于）, 17 July 2006
12. ↑  ,   [2011-09-01], （原始内容存档于2008-05-20） （土耳其语）
13. ↑  Otokar unveils the Altay MBT （页面存档备份，存于）, TRDefence, 7 April 2010
14. 1 2  Otokar Newsletter （页面存档备份，存于）, 2010-09
15. ↑  Defence Industry Executive Committee press release （页面存档备份，存于）, 2010-12-15
16. ↑  .   [2011-09-01]. （原始内容存档于2020-10-24）.